# Johannes 21

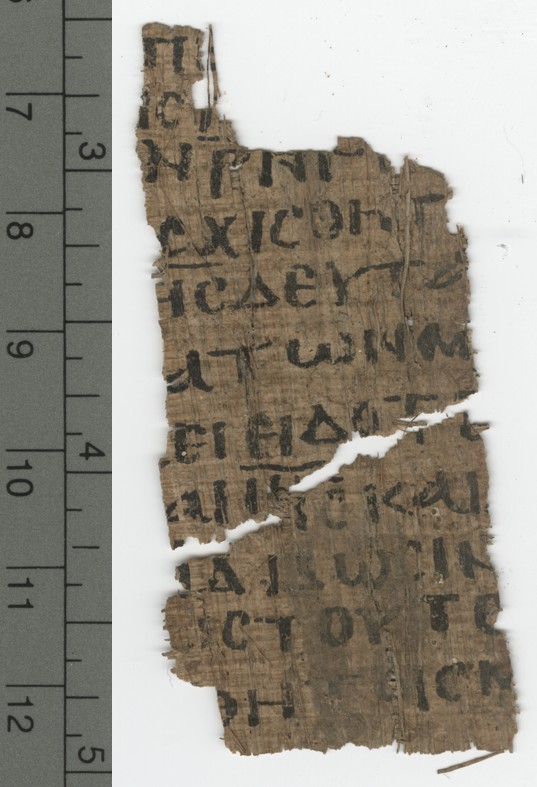
Johannes 21:11–14, 22–24 in Papyrus 122 (4e/5e eeuw)

Johannes 21 is het eenentwintigste en laatste hoofdstuk van het Evangelie volgens Johannes in het Nieuwe Testament van de christelijke Bijbel. Het bevat een verhaal over een verschijning van Jezus na diens kruisiging en dood. In de loop van het hoofdstuk komt een wonderbaarlijke visvangst voor van 153 vissen, bevestigt de apostel Petrus zijn liefde voor Jezus, voorspelt Jezus de dood van Petrus en zegt Jezus iets over de toekomst van de leerling van wie Jezus veel hield.

## Tekst
De oorspronkelijke tekst is geschreven in Koinè Grieks. Het hoofdstuk is verdeeld in 25 verzen.
Vroege manuscripten van de tekst zijn:
- Papyrus 66 (ca. 200; bevat de verzen 1–9, 12, 17)[2]
- Papyrus 109 (3e eeuw; bevat de verzen 18–20, 23–25)[3]
- Codex Vaticanus (325–350)
- Codex Sinaiticus (330–360; complete tekst)
- Papyrus 122 (4e/5e eeuw; bevat de verzen 11–14, 22–24)[4]
- Codex Bezae (ca. 400)
- Codex Alexandrinus (400–440)
- Codex Ephraemi Rescriptus (ca. 450; complete tekst)[5][6]
- Papyrus 59 (7e eeuw; bevat de verzen 7, 12–13, 15, 17–20, 23)[7]

## Latere toevoeging
Het hoofdstuk wordt in de Bijbelwetenschap soms beschouwd als een latere toevoeging aan het Evangelie volgens Johannes, vergelijkbaar met het verhaal over Jezus en de op overspel betrapte vrouw (Johannes 7:53-8:11). De argumenten zijn als volgt:
- Johannes 20:30-31 lijkt "het oorspronkelijke einde van het evangelie te zijn, dat in een overdreven versie wordt herhaald in Johannes 21:25."[8] 20:30-31 vat de vele tekenen samen die Jezus deed voor zijn volgelingen, terwijl er daarna nog enkele in hoofdstuk 21 worden genoemd.
- Johannes 21 begint met "Hierna" (Grieks: Μετὰ ταῦτα, meta tauta), dat vaak wordt gebruikt in dit evangelie, wat sommige onderzoekers zien als een mogelijke aanwijzing dat Johannes 21 op dezelfde manier werd toegevoegd als Marcus 16:9-20.
- De passage over Petrus' leiderschap (Johannes 21:3–19) benadrukt het kerkelijk leiderschap van Petrus, wat erop kan wijzen dat deze toevoeging bedoeld was om partij te kiezen in "een latere discussie over concurrerende aanspraken van apostolische autoriteiten", vooral in Johannes 21:15 –17, waarin Jezus Petrus de opdracht gaf "Hoed mijn schapen", wat betekende dat hij de kudde (= leken) moest leiden als pastor (letterlijk 'herder').[8]
- Het gedeelte over de leerling van wie Jezus hield (Johannes 21:20-24) "onderstreept het gezag van de bijzondere traditie van dit evangelie als het verslag van een ooggetuige."[8] In het bijzonder vertoont 21:24 een grote gelijkenis met het eerder commentaar over de betrouwbaarheid van de ooggetuige in Johannes 19:35.[8] Deze drang om de lezer te overtuigen van de geloofwaardigheid van het evangelie, met de bewering dat het gebaseerd is op een ooggetuigenverslag, lijkt in strijd te zijn met de climax van het oorspronkelijke evangelie, waar, nadat Ongelovige Tomas in de opstanding van Jezus ging geloven, degenen die geloven zonder gezien te hebben, zijn gezegend boven degenen die bewijs nodig hebben om te geloven (Johannes 20:24-29).
- De kerkvader Tertullianus schreef: "En waarom bevestigt deze conclusie van het evangelie dat deze dingen zijn geschreven, tenzij het is om te geloven, zo staat er, dat Jezus Christus de zoon van God is?"[9] Hiermee werd het einde van hoofdstuk 20 beschreven, niet hoofdstuk 21.

Onderzoekers die denken dat Johannes 21 altijd bij het Evangelie volgens Johannes heeft gehoord, gebruiken hiervoor de volgende argumenten:
- Geen enkel bestaand manuscript van het Evangelie van Johannes laat hoofdstuk 21 weg.[8][10]
- Westcott stelde een theorie voor dat de auteur besloot om ergens na het schrijven van het boek, maar vóór de definitieve publicatie, een extra gebeurtenis toe te voegen. In deze visie zijn de redacteur en de oorspronkelijke auteur dezelfde persoon.
- Donald Guthrie merkte op: "Het is onwaarschijnlijk dat een andere auteur dit gedeelte heeft geschreven, aangezien er verschillende raakpunten zijn met de stijl en het taalgebruik van voorgaande hoofdstukken."[11]
- Paul N. Anderson en Ben Witherington III beweren dat de appendix werd toegevoegd nadat de discipel van wie Jezus hield, was overleden, op welk punt het evangelie zijn definitieve vorm bereikte.[12]